# Hermano
Hermano is een Amerikaanse stonerrockband. De band is in 1998 ontstaan als project van Dandy Brown en is het nevenproject van onder andere John Garcia van Kyuss, Steve Earle van The Afghan Whigs en Mike Callahan van Earshot. Hermano betekent broer in het Spaans.
De bandleden spelen vooral voor de lol in Hermano. Hun geld verdienen ze op een andere manier.
De band maakt deel uit van de Palm Desert Scene.

## Oprichting van Hermano
Dandy Brown schreef 'the big project' op tapes die hij thuis opnam. Dandy bladerde door een Spaans woordenboek om zijn Spaans wat op te krikken toen hij het woord 'Hermano', wat 'broeder' betekent, tegenkwam. Omdat de bandleden al jaren met elkaar bevriend waren was de link met elkaar snel gelegd om te gaan jammen. De bandnaam vertelde precies waar de band voor stond.
John Garcia zei het volgende over de oprichting van Hermano:
"We schreven de nummers per e-mail en soms ging ik 'up the hill' naar Dandy's huis in Joshua Tree om te jammen. Ik woon in Morongo Valley, zo'n twintig minuten van Dandy en dan gingen we in de tuin of op de veranda zitten met een fles drank om muziek te luisteren en ideeën over en weer te gooien. Ik ben op een bepaalde tijd klaar met mijn werk en Dandy ook en dan belde ik dat ik er met een half uur aankwam en gingen we ervoor terwijl Dandy's kinderen in de tuin speelden. Dandy's buurman Patrick jamde ook vaak mee. Dandy heeft een Patrick en ik heb een Dave. Vreemde buurmannen. Zij zijn van die typische stonergasten die al duizend keer de aardbol rond zijn geweest en de meest waanzinnige verhalen kunnen vertellen. Dan vertelden ze weer eens een onmogelijk verhaal en keken Dandy en ik elkaar aan met zoiets van 'what the fuck!'. Daarna begonnen we met onze donderdagavond afspraak. Dan hing iedereen op hetzelfde tijdstip aan de telefoon. Dandy, ik, gitarist Mike Callahan, Steve Earle, manager Ram en David en dan bespraken we wat we gingen doen. Zo is de band met de dag gegroeid."

## Biografie
Hermano begon als project van producer Dandy Brown. Hij nodigde enkele muzikanten uit. 
De eerste sessies waren samen gepland met Frank Kozik, die eindigen in de winter van 2000. Het debuutalbum ...Only a Suggestion kwam in de zomer van 2002 uit en de band toerde om het album te promoten. Dit album werd goed ontvangen en de band besloot om verder te schijven aan nieuw materiaal voor een mogelijke tweede album. 
Het tweede album werd later uitgebracht door wetmatige tegenslagen. Tijdens deze periode besloot drummer Steve Earle uit de band te stappen om te beginnen aan zijn solocarrière. Supafuzz-drummer Chris Leathers nam zijn plek in en had zijn eerste optreden met de band op het Azkena Festival in Spanje in 2003. In deze periode werd er ook begonnen met het opnameproces voor hun tweede album Dare I Say.... Dat zou in 2005 uitkomen. 
In 2004 begonnen bandleden die overal in de Verenigde Staten wonen elkaar muzikale ideeën via internet te sturen. Ze belden veel met elkaar tot drummer Chris Leathers de studio in ging om aan hun tweede album te werken. Het album is door ieder bandlid apart in meerdere steden en verschillende studio's opgenomen.
Alle bandleden kwamen samen met manager/producer Ram in Atlanta voor vier dagen om alle sessies samen te voegen. Het resultaat was het album Dare I Say.... Dit album werd in Europa uitgegeven door Suburban Records in de herfst van 2004. MeteorCity bracht het album in februari 2005 uit in Noord-Amerika.
De band toerde om het album te promoten. Olly Smit (Celestial Season) versterkte de band als tweede gitarist. Het album werd over het algemeen goed ontvangen. Tijdens de laatste maanden van 2004 en 2005 heeft de band liveopnamen gemaakt voor een live-cd die later uitgebracht zou worden in 2005 als Live at W2. De dvd Sweet And Easy Of Brief Hapiness kwam in 2006 uit.
Het derde album ...Into the Exam Room werd door Suburban Records in 2007 uitgebracht. Het label Regain Records deed dit in 2008 in Noord-Amerika. Dit album heeft een andere sound dan de eerste twee albums van de band. De band liet het stonerrockgenre los.

## Bandleden
- John Garcia – zang
- David Angstrom – gitaar
- Aleah X – zang
- Dandy Brown – basgitaar
- Chris Leathers – drums (sinds 2003)

## Oud-bandleden
- Steve Earle – drum (1998-2003)
- Mike Callahan – gitaar

## Oud-bandleden tijdens liveshows
- Olly Smit - gitaar (2004-2005)

## Discografie
- 2002 - ...Only a Suggestion (Tee Pee Records)
- 2005 - Dare I Say... (MeteorCity Records)
- 2005 - Live at W2 (Suburban Records)
- 2007 - ...Into the Exam Room (Suburban Records)

## Dvd
- 2006 - Sweet And Easy Of Brief Hapiness